# Tadeusz Lewandowski (1930–1995)
Tadeusz Lewandowski (ur. 8 maja 1930 w Bazarze, zm. 24 kwietnia 1995) – polski rolnik i działacz komunistyczny, poseł na Sejm PRL VI kadencji.

## Życiorys
Syn Władysława i Ireny. Uzyskał wykształcenie podstawowe. Był robotnikiem rolnym w Szwejkach. W 1945 podjął pracę w państwowym gospodarstwie rolnym w Krasnem, gdzie został brygadzistą polowym. Działał w Związku Młodzieży Polskiej i od 1952 w Związku Młodzieży Wiejskiej. Od października 1954 należał do Polskiej Zjednoczonej Partii Robotniczej. Był I sekretarzem podstawowej organizacji partyjnej w PGR w Krasnem, zasiadał także w Komitecie Gminnym partii w Krasnem, w Komitecie Powiatowym PZPR w Ciechanowie oraz w Warszawskim Komitecie Wojewódzkim PZPR. Był także członkiem Powiatowej Rady Narodowej w Ciechanowie i Wojewódzkiej Rady Narodowej w Warszawie. W 1972 uzyskał mandat posła na Sejm PRL w okręgu Ciechanów. Zasiadał w Komisji Rolnictwa i Przemysłu Spożywczego. Od czerwca 1975 do grudnia 1979 zasiadał w KW PZPR w Ciechanowie, w tym od listopada 1975 do lutego 1978 w jego egzekutywie.

## Odznaczenia
- Złota Odznaka „Za zasługi dla województwa warszawskiego”